# Nantillé
Nantillé település Franciaországban, Charente-Maritime megyében. Lakosainak száma 326 fő (2022. január 1.). Nantillé Asnières-la-Giraud, Authon-Ébéon, Bercloux, Écoyeux, Sainte-Même és Saint-Hilaire-de-Villefranche községekkel határos.

## Népesség
A település népességének változása:
| Lakosok száma | 270  | 261  | 259  | 317  | 324  | 326  | 326  | 324  | 323  | 326  |
|               | 1968 | 1982 | 1990 | 2006 | 2013 | 2015 | 2017 | 2019 | 2020 | 2022 |